# Philip Heselton
Phillip Heselton (Hitchin, 29 marzo 1946) è un ambientalista e scrittore britannico, iniziato nella Wicca e autore di testi relativi a questa religione, al paganesimo e ai misteri della Terra.

## Biografia
Heselton acquisì notorietà internazionale per due libri: Wiccan Roots: Gerald Gardner and the Modern Witchcraft Revival e Gerald Gardner and the Cauldron of Inspiration. Essi raccolgono prove sulla New Forest Coven e sulla congrega Wicca fondata da Gerald Gardner.
Il suo interesse per il paesaggio lo portò a laurearsi in Geografia e a intraprendere una carriera nella pianificazione urbana e territoriale. Divenne responsabile del conservazione architettonica del consiglio comunale di Kingston upon Hull, fino al pensionamento nel '97.

## Attività
Negli anni '60 e '70 si dedicò alla scoperta delle cosiddette Linee temporanee. Secondo Allen Watkins, figlio di Alfred Watkins, fu a persona che "... guidò la rinascita postbellica dell'interesse accademico e pratico per le Ley lines". Nel 1962, Heselton e altri collaborarono per formare il Ley Hunters' Club, che si ispirava allo Straight Track Club di Alfred Watkins.  I Ley Hunters lavorarono sull'ipotesi che le linee temporanee non fossero solo opere preistoriche, ma che fossero in qualche modo collegate agli UFO. Heselton curò i primi numeri del giornale del club, The Ley Hunter Archiviato il 12 novembre 2007 in Internet Archive. e contribuì spesso con articoli al giornale quando riuscì in stampa tra il 1969 e il 1976.
A partire dagli anni Ottanta si dedicò alla ricerca su Gerald Gardner e la religione Wicca.
Prima di Gerald Gardner and the Cauldron of Inspiration: An Investigation into the Sources of Gardnerian Witchcraft (2003), un resoconto più critico delle origini della Wicca era stato fornito da Ronald Hutton, che era in ottimi rapporti di amicizia con Heselton. Nella prefazione a Gerald Gardner and the Cauldron of Inspiration scrisse che "Philip Heselton è il l'autore più interessante, prezioso e divertente che abbia mai scritto su quello che sta diventando uno dei più grandi enigmi della storia della religione moderna: le origini della stregoneria pagana".
Nel 2012 la casa editrice Thoth Publications ha pubblicato in due volumi Witchfather, la prima biografa postuma su Gerald Gardner e la seconda dopo quella intitolata Gerald Gardner, Witch, data alle stampe nel 1960 da Jack Bracelin (un iniziato di Gardner stesso), di fatto redatta da Idries Shah.
Nella rivista The Pomegranate' la biografia è stata recensita dallo studioso di studi pagani Ethan Doyle White, che ha dichiarato che era "più esaustiva e con maggiori dettagli" rispetto ai tomi precedenti pubblicati su Heselton ed era "eccellente sotto molti aspetti". Tuttavia, esprimeva delle riserve sull'uso "acritico" da parte di Heselton della testimonianza data da Patricia Crowther riguardo ad Alex Sanders, sull'omessa menzione di Anton Miles e sulla mancanza di approfondimenti circa le persone che circondavano Gardner. Fu molto critico nei confronti della decisione della Thoth di dividere il libro in due volumi, ritenendo che ciò fosse stato fatto per aumentare le entrate e fosse a detrimento del testo di Heselton. Nel complesso fu positivo riguardo alla biografia, descrivendola come "la biografia definitiva di questo affascinante pioniere" e sostenne che incoronava Heselton come "il principale e maggiore ricercatore indipendente" operante nel campo degli studi sul paganesimo.
John Belham-Payne (l'ultimo "sommo sacerdote" di Doreen Valiente) inizialmente prese in considerazione l'idea di scrivere una biografia su quest'ultima, ma, sentendosi incapace di farlo (a causa delle cattive condizioni di salute e del tempo limitato), incaricò Heselton il quale nel 2016 pubblicò a proprio nome il volume Doreen Valiente: Witch, col patrocinio della Dorren Valiente Foundation. È stato nuovamente recensito in The Pomegranate da Doyle White, che lo ha descritto come "una lettura facilmente accessibile", aggiungendo che "senza dubbio, ancora una volta, Heselton ha reso un grande servizio allo studio della storia Wicca".

## Pubblicazioni
- con Jimmy Goddard e Paul Baines: Skyways and Landmarks Revisited (1985)
- con Brian Larkman: Earth Mysteries - An Explanatory Introduction (1985)
- Tony Wedd: New age pioneer (1986). Northern Earth Mysteries. ISBN 0948635010
- The Elements of Earth Mysteries (1994). Element Books. ISBN 1852302283
- Secret Places of the Goddess: Contacting the Earth Spirit (1995). Capall Bann Publishing. ISBN 1898307407
- Mirrors of Magic: Evoking the Spirit of the Dewponds (1997). Capall Bann Publishing. ISBN 1898307849
- Leylines - A Beginner's Guide (1999). Hodder Arnold. ISBN 0340743166
- Magical Guardians: Exploring the Spirit and Nature of Trees 2nd revised edition. (1999). Capall Bann Publishing. ISBN 1861630573
- frontespizio di Wiccan RootsWiccan Roots: Gerald Gardner and the Modern Witchcraft Revival (2000). Capall Bann Publishing. ISBN 1861631103
- Gerald Gardner and the Witchcraft Revival: The Significance of His Life and Works to the Story of Modern Witchcraft (2001). I-H-O Books. ISBN 1872189164
- Gerald Gardner and the Cauldron of Inspiration: An Investigation into the Sources of Gardnerian Witchcraft (2003). Capall Bann Publishing. ISBN 1861631642